# 国際連合法務部

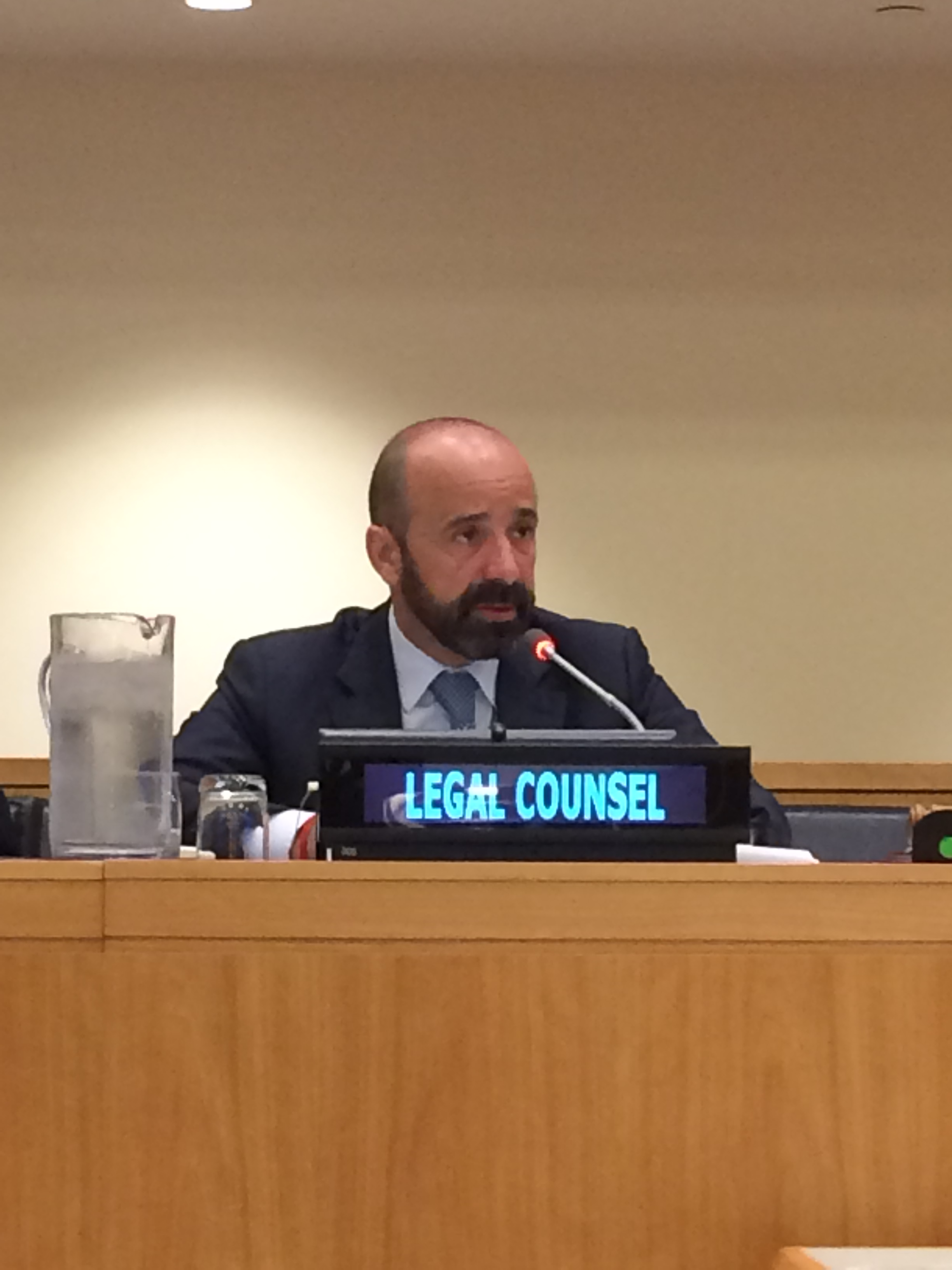
法務部長ミゲル・デ・セルパ・ソアレス

国際連合法務部（こくさいれんごうほうむぶ、英語：United Nations Office of Legal Affairs）は、国際連合における国際法分野の中心的な機関。国際連合事務局の一つ。略称はOLA。1946年に設立された。2013年以降は、国際連合事務総長法律顧問のミゲル・デ・セルパ・ソアレスが部長を務めている。

## 概要
国際連合憲章第102条においては、国際連合加盟国が締結する全ての条約及び国際協定は、国際連合の事務局に登録し、公表することを求めている。国際連合法務部は、これらの条約・協定の登録・公表を行っており、多国間条約については、受託者としての任も負っている。
このほか、国連各機関に対し、国際法的な助言も行っている。

## 部局
OLAは、以下の6つの部局によって構成されている。
- 法律顧問事務所（OLC）
- 文書課（GLD）
- 法典課（COD）
- 海洋関係・海洋法課（DOALOS）
- 国際貿易法課（ITLD）
- 条約課（TREATY）